# 브루지오
브루지오(Brusio)는 스위스 그리종주의 베르니나군에 있는 자치체이다.

## 역사
브루지오는 1106년에 Brus로 처음 언급되었다. 그것은 1212년에 Brusio로 처음 언급되었다. 이전에는 브뤼쉬(Brüsch)와 브뤼스(Brüs)로 알려졌다.
산로메리오 수도원(이전의 산레미조)은 1055년 이전에 포스키아보 계곡 위에 세워졌다. 얼마 지나지 않아 브루지오 마을은 수도원 아래 계곡 바닥에 정착했다. 수도원은 마을의 정착과 성장의 초기 단계에 영향을 미쳤다. 1212년에는 지자체의 이익을 대변하는 학장이나 담임목사가 있는 독립된 지자체가 되었다. 13세기에 포스키아보 계곡 전체가 쿠어 주교 영지의 일부가 되었다. 14세기 동안 브루지오는 포스키아보의 실질적으로(공식적으로는 아니지만) 독립된 지자체의 일부였다. 1498년 즈음에 포스키아보(브루지오와 함께)는 신의 가문 동맹에 가입했고, 더 나아가 삼동맹으로 확장되었다. 삼동맹이 발텔리나 계곡을 정복하는 동안 캄포콜로뇨(1518)와 첼렌데(1526)의 작은 마을이 세워졌다. 1610년 브루지오는 포스키아보의 지자체를 떠나려고 했지만, 1851년이 되어서야 성공했다. 1863년 이전에 이탈리아의 측면 계곡인 사이엔토와 카바존의 작은 마을이 브루지오에 합류하여 스위스가 되었다.

## 지리

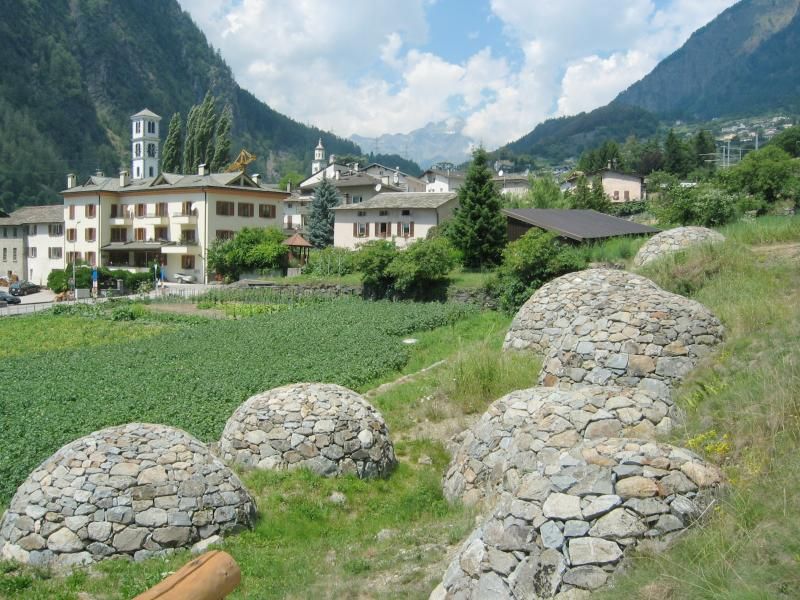
브루지오 마을

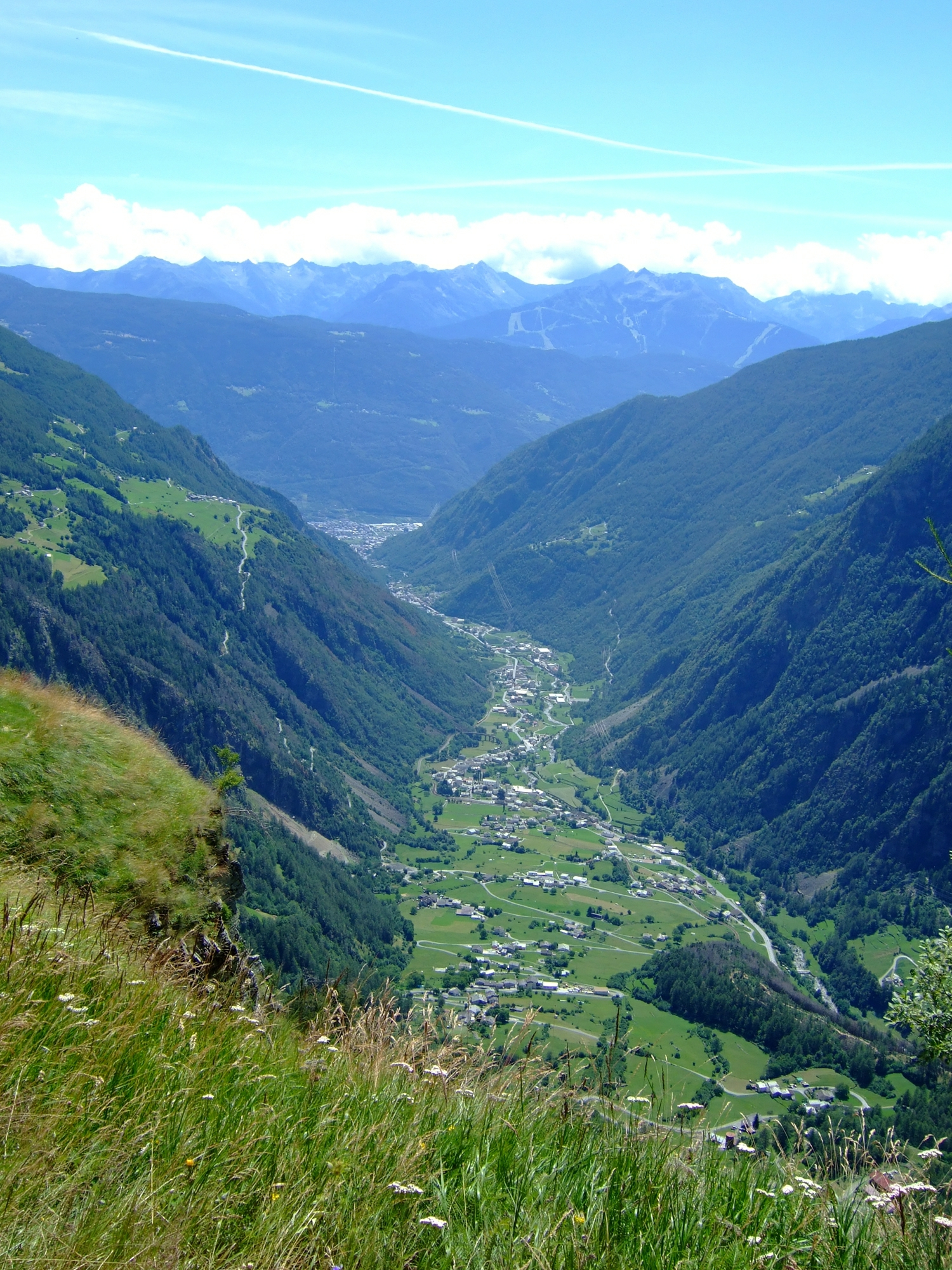
산로메리오에서 본 브루지오

브루지오의 면적은 2006년 기준으로 46.3k㎡이다. 이 면적 중 16.6%가 농업용으로 사용되고 54.1%가 산림이다. 나머지 토지 중 2.3%는 정착지(건물 또는 도로)이고, 나머지(27%)는 비생산적(강, 빙하 또는 산)이다.
시정촌은 베르니나군의 브루지오 하위 지구에 있다. 이곳은 베르니나 고개에서 이탈리아로 가는 길에 있는 발포스키아보에 위치하고 있다. 브루지오 자체의 마을 외에도 캄포콜로뇨, 첼렌데, 캄파시오, 피아초 및 미라라고의 일부의 작은 마을과 산 높은 피아노 및 카바이오네의 작은 정착지로 구성되어 있다.

## 인구통계
2020년 12월 31일 기준, 브루지오의 인구는 1,120명이다. 2008년 현재 전체 인구의 7.6%가 외국인이다. 지난 10년 동안 인구는 12.7%의 비율로 감소했다.
2000년 기준으로 인구의 성별 분포는 남성 48.7%, 여성 51.3%였다. 2000년 현재 브루지오의 연령 분포는 다음과 같다. 116명(인구의 9.7%)이 0세에서 9세 사이이다. 71명(5.9%)은 10~14세, 44명(3.7%)은 15~19세이다. 성인 인구 중 117명(인구의 9.7%)이 20~29세이다. 193명(16.1%)은 30~39세, 142명(11.8%)은 40~49세, 181명(15.1%)은 50~59세이다. 고령자 분포는 146명(인구의 12.1%)이 60~69세 사이이다. 70~79세는 128명(10.6%), 80~89세는 56명(4.7%), 90~99세는 8명(0.7%)이다.
2007년 연방 선거에서 가장 인기 있는 정당은 40.8%의 득표율을 기록한 SVP였다. 다음으로 가장 인기 있는 3개 정당은 SPS (21.8%), CVP (20.9%) 및 FDP (15.9%)였다.
브루지오에서는 인구의 약 61%(25-64세)가 비필수 고등교육 또는 추가 고등교육(대학 또는 응용학문대학)을 완료했다.
브루지오의 실업률은 1.9%이다. 2005년 기준으로 1차 경제 부문에 107명이 고용되어 있고, 이 부문에 약 30개 기업이 참여하고 있다. 217명이 2차 부문에 고용되어 있고, 이 부문에 24개의 기업이 있다. 374명이 3차 부문에 고용되어 있으며, 이 부문에는 70개의 기업이 있다.
2000년 인구 조사에 따르면 1,052 또는 87.5%가 로마 가톨릭 신자이고, 91 또는 7.6%가 스위스 개혁 교회에 속해 있다. 이슬람교는 5명 미만이다. 다른 교회에 속해 있는 6명(약 0.50%)이 있고(인구 조사에 등재되지 않음), 24명(약 2.00%)이 교회에 속하지 않고, 불가지론자 또는 무신론자이며, 29명(약 2.41%)가 질문에 대답하지 않았다.
역사적 인구는 다음 표에 나와 있다.
| 년도 | 인구  |
| ---- | ----- |
| 1803 | 620   |
| 1850 | 1,000 |
| 1900 | 1,199 |
| 1950 | 1,528 |
| 1960 | 1,445 |
| 1970 | 1,344 |
| 1980 | 1,258 |
| 1990 | 1,220 |
| 2000 | 1,202 |

## 언어
2000년 기준, 인구의 대부분은 이탈리아어(92.4%)를 사용하며, 독일어가 두 번째로 많이 사용(5.3%)되고, 포르투갈어가 세 번째(1.0%)로 사용된다.
| 브루지오의 언어 |             |             |             |             |             |             |
| 언어            | Census 1980 | Census 1980 | Census 1990 | Census 1990 | Census 2000 | Census 2000 |
| 언어            | 수          | 비율        | 수          | 비율        | 수          | 비율        |
| 독일어          | 43          | 3.42%       | 45          | 3.69%       | 64          | 5.32%       |
| 로만슈어        | 15          | 1.19%       | 12          | 0.98%       | 8           | 0.67%       |
| Italian         | 1,191       | 94.67%      | 1,150       | 94.26%      | 1,111       | 92.43%      |
| 인구            | 1,258       | 100%        | 1,220       | 100%        | 1,202       | 100%        |

## 국가중요문화재

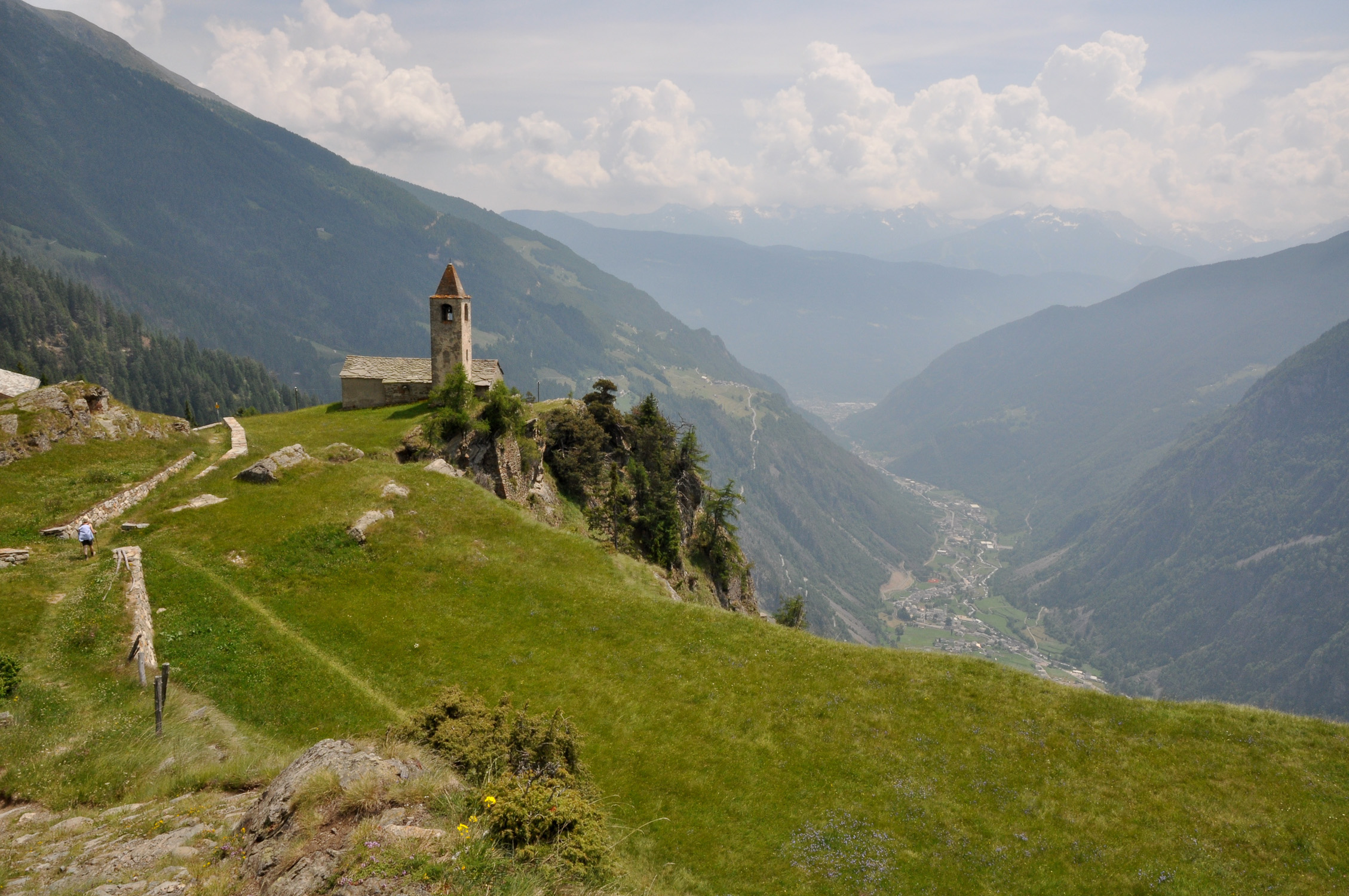
산로메리오 교회(Chiesa di San Romerio e dintorni)

리쉬 저택, 산로메리오 교회(San Romerio) 및 9개의 "Crots" 그룹은 국가적으로 중요한 스위스 문화유산으로 등재되어 있다.
산 로메리오 수도원(San Romerio)은 1055년 이전에 포스키아보 계곡 위의 언덕에 세워졌다. 브루지오 마을은 그 직후 정착했으며, 수도원의 영향을 많이 받았다.

## 교통
지자체에는 세 개의 기차역이 있다.
- 브루지오
- 캄파시오
- 캄포콜로뇨

세 곳 모두 베르니나선에 있으며, 장크트모리츠와 티라노까지 정기적으로 운행한다.